# Rzędzianowice
Rzędzianowice – wieś w Polsce położona w województwie podkarpackim, w powiecie mieleckim, w gminie Mielec. Leży w Kotlinie Sandomierskiej, po lewej stronie rzeki Wisłoka.
W latach 1975–1998 miejscowość administracyjnie należała do województwa rzeszowskiego.
Przez wieś przebiega droga wojewódzka nr 983.

## Części wsi
| SIMC    | Nazwa       | Rodzaj     |
| ------- | ----------- | ---------- |
| 0655824 | Dutów       | część wsi  |
| 0655830 | Kolonia     | część wsi  |
| 0655876 | Olszyny     | przysiółek |
| 0655847 | Podkościele | część wsi  |
| 0655853 | Stara Wieś  | część wsi  |
| 0655860 | Stojowice   | część wsi  |

## Historia
Wieś wzmiankowana po raz pierwszy w XIII w., jako osada na prawie polskim. W 1387 r. właścicielem wioski był Paszko z Trestyczna. Kolejni wzmiankowani właściciele to Tarnowscy, Jan Mielecki, Józef Czartoryski, stolnik Wielkiego Księstwa Litewskiego, a następnie rodziny Stojanowskich i Boguszów.
W 1772 r. Rzędzianowice dostały się pod zabór austriacki, nazwany Galicją. Na przełomie XIX i XX w. W Rzędzianowicach funkcjonowały trzy dwory: Rzędzianowice, Olszyny i Stojowice. Pod koniec lat 80. XIX w. w wiosce mieszkało 814 osób, w tym 715 katolików, 86 izraelitów oraz 8 ewangelików. W 1881 r. Wieś została sprzedana Żydowi Majerowi Hermele. Na przełomie lat 20 i 30 XX w. Majer Hermele zaczął wyprzedawać rzędzianowickie dobra: dwór Olszyny kupił Edward Daniel, który przybył tu ze Stanów Zjednoczonych, a w 1938 r. Dwór Stojowice nabył Jan Skrzypek z żoną Celiną.
Podczas I wojny światowej wieś była dwukrotnie okupowana przez Rosjan, od 24 września do 3 października 1914 r. i od 8 listopada 1914 r. do 11 maja 1915 r.
Tuż przed wybuchem II wojny światowej, we wrześniu 1939 r. wioska liczyła 1291 mieszkańców. Niemcy zajęli Rzędzinowice, podobnie jak Mielec 8 września 1939 r. 6 września 1944 r. wieś została zajęta przez żołnierzy Armii Czerwonej.

## Oświata
Szkoła Podstawowa im. Marii Konopnickiej

## Kościół
W 1927 r. podjęto decyzję o budowie kościoła parafialnego w Rzędzianowicach. Powstał on w miejscu starej gorzelni podarowanej parafii przez ówczesnego właściciela Karola Sroczyńskiego. Jego budowa ukończona została w 1931 r.